# Spix' sjakohoen
Spix' sjakohoen (Penelope jacquacu) is een vogel uit de familie sjakohoenders en hokko's (Cracidae). De wetenschappelijke naam van de soort is voor het eerst geldig gepubliceerd in 1825 door Spix.

## Voorkomen
De soort komt voor in het Amazoneregenwoud en telt 4 ondersoorten:
- P. j. granti: oostelijk Venezuela en Guyana.
- P. j. orienticola: zuidoostelijk Venezuela en noordwestelijk Brazilië.
- P. j. jacquacu: van oostelijk Colombia tot noordelijk Bolivia.
- P. j. speciosa: centraal en oostelijk Bolivia.

## Beschermingsstatus
Op de Rode Lijst van de IUCN heeft de soort de status veilig.